# Cyclosa groppalii
Cyclosa groppalii là một loài nhện trong họ Araneidae.
Loài này thuộc chi Cyclosa. Cyclosa groppalii được miêu tả năm 1998 bởi Pesarini.